# Sieben Steinhäuser
Die Sieben Steinhäuser, auch Siebensteinhäuser, sind eine Gruppe von fünf Großsteingräbern auf dem NATO-Truppenübungsplatz Bergen-Hohne in der Lüneburger Heide in Niedersachsen. Sie haben die Sprockhoff-Nummern 806 bis 810. Das 1823 unter Schutz gestellte Kulturdenkmal wird der Endzeit der Trichterbecherkultur (3500–2800 v. Chr.) zugerechnet.

## Lage

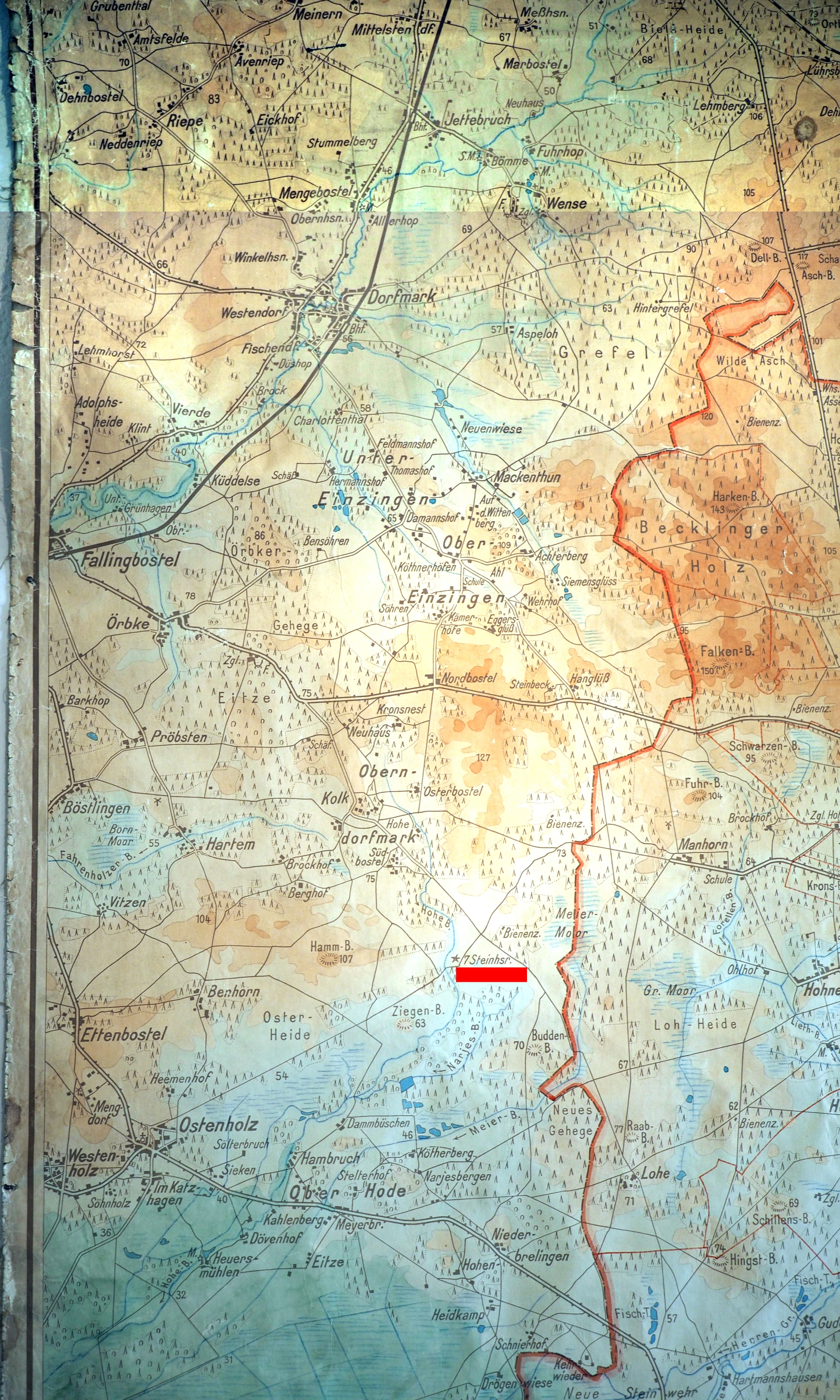
Historische Karte der Ostheidmark

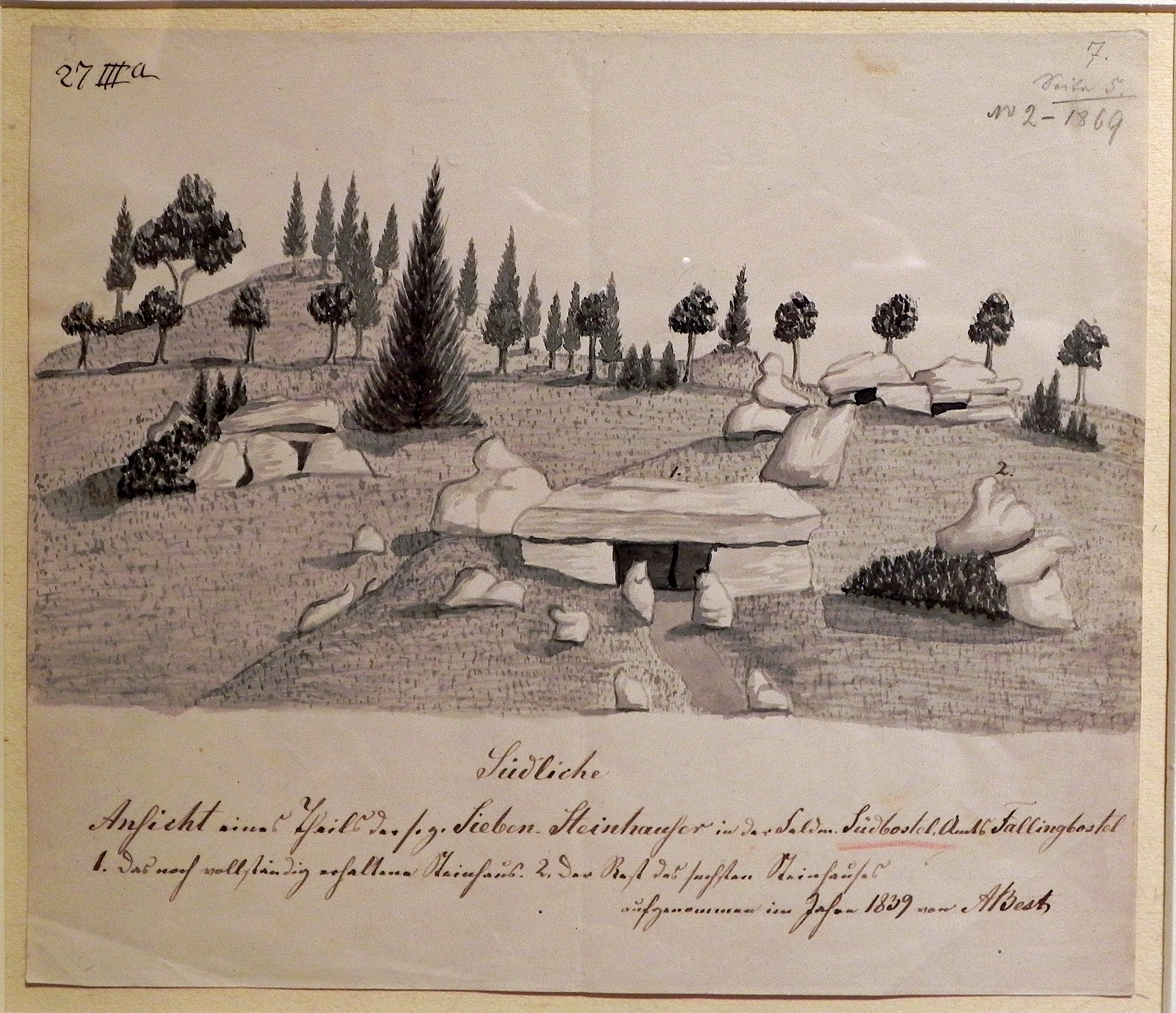
Sieben Steinhäuser – Grab D (1839)

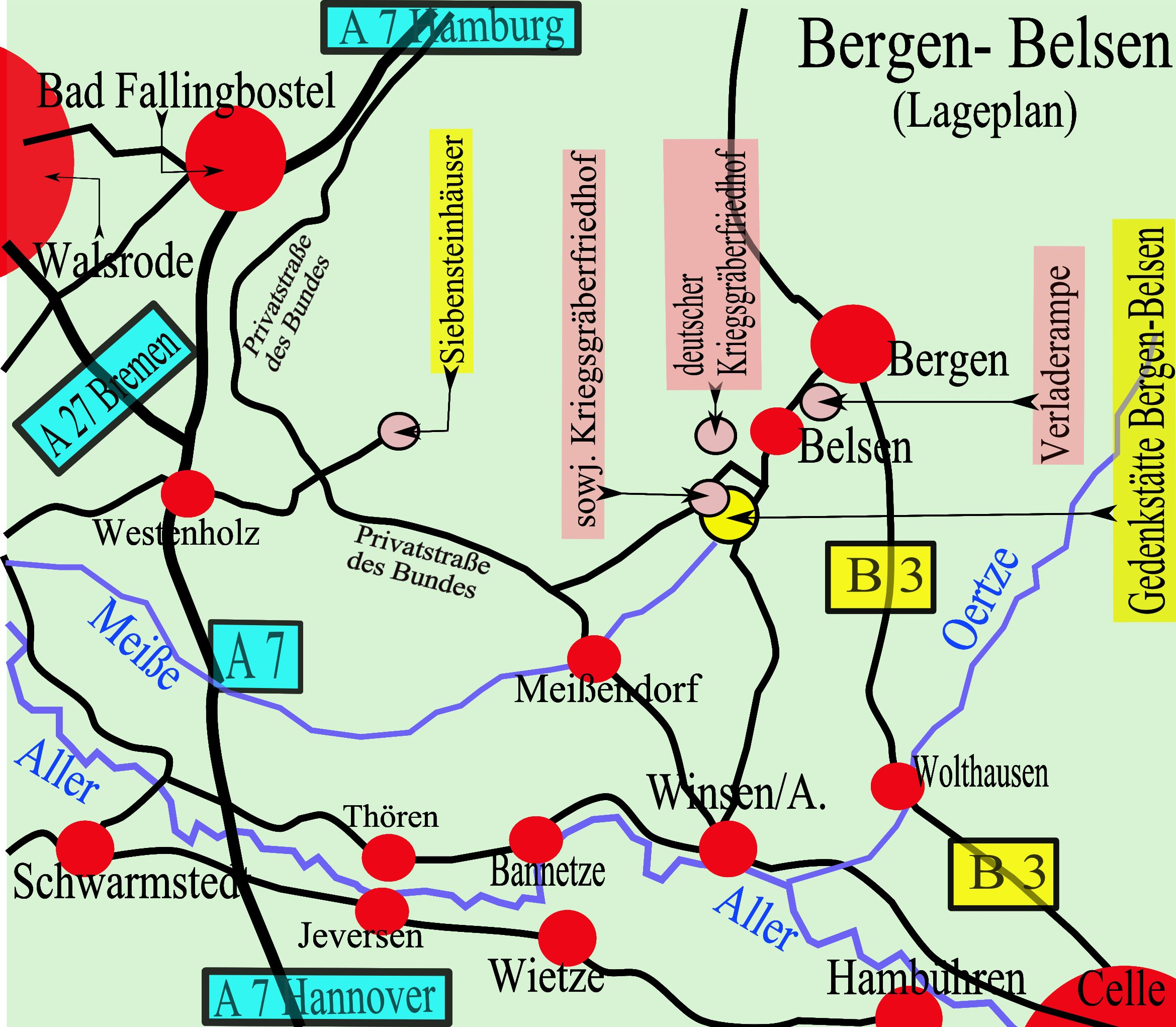
Lage der Siebensteinhäuser

Die Sieben Steinhäuser befinden sich etwa in der Mitte des Truppenübungsplatzes Bergen zwischen Bad Fallingbostel im Nordwesten und Bergen im Osten.
Die Großsteingräber stehen zwischen etwa 56 m ü. NN und 67 m ü. NN. Vorbei an der Gräbergruppe fließt in Nord-Süd-Richtung der „Hohe Bach“, der einen nordöstlichen Zufluss der Meiße im Einzugsgebiet der Aller darstellt.

## Zugänglichkeit
Die einzige öffentliche Zufahrt zu den Grabstätten beginnt an einem Posten mit Schlagbaum in Ostenholz, rund vier Kilometer südöstlich des Autobahndreiecks Walsrode. Die Zufahrtsstraße führt durch 5,4 Kilometer Sperrgebiet des Truppenübungsplatzes und wird für die Besucher regelmäßig von Munitionsresten befreit. Zugang besteht gewöhnlich an Wochenenden und an Feiertagen in der Zeit von 08:00 bis 18:00 Uhr, sofern kein militärischer Übungsbetrieb stattfindet. Eine weitere Möglichkeit besteht während des im Herbst jedes Jahres stattfindenden „Volksradfahrens“. Hierbei werden weite Teile des Platzes freigegeben. In unmittelbarer Nähe der Großsteingräber wird immer eine Rast- und Verpflegungsstelle eingerichtet.

## Geschichte
Die Grabanlage Sieben Steinhäuser wurde im 3. Jahrtausend v. Chr. in der Epoche der neolithischen Trichterbecherkultur von sesshaften Bauern errichtet. Die große Grabanlage D zeigt Ähnlichkeiten mit französischen Grabanlagen, die anderen vier Gräber entsprechen denen des Elbe-Weser-Dreiecks. Die erste schriftliche Erwähnung erfolgte 1720 durch den Archäologen und Reiseschriftsteller Johann Georg Keyßler. 1823 erreichte der damalige Fallingbosteler Oberamtmann Heinrich von Quintus-Icilius die Unterschutzstellung der Anlage. Der Heimatschriftsteller, Journalist, Herausgeber und Zeitschriftengründer August Freudenthal sorgte mit seinen Reiseberichten dafür, dass die Siebensteinhäuser allgemein bekannt wurden. Bevor der Truppenübungsplatz angelegt wurde, waren diese in der Jungsteinzeit aus Findlingen errichteten Felsbauten ein beliebtes Wanderziel.
Zwar spricht man traditionell von den „Sieben Steinhäusern“, tatsächlich aber handelt es sich nur um fünf. Da auch eine Abbildung von 1744 nur fünf Gräber zeigt, geht man heute davon aus, dass die „magische Zahl“ Sieben im übertragenen Sinn für eine größere Anzahl verstanden werden muss, wie beispielsweise in der Redewendung Siebensachen. Der Heimatforscher Hans Stuhlmacher allerdings schrieb in seinem Buch Die Heidmark (1939) noch:

„Von den sieben Grabmälern sind nur noch fünf vorhanden. Zwei hat man zu Brücken- und Wegebau zerschlagen. Es war höchste Zeit, daß die Hannoversche Regierung 1823 die Gräber unter staatlichen Schutz stellte; denn man war bereits am Werk, auch den Deckstein des größten Grabes zu sprengen, ein Bohrloch auf dem Stein zeugt davon. 

Deswegen wurden 1835 die Arbeitgeber […] der Winser Arbeiter zur Verantwortung gezogen.“

## Beschreibung
Die Gräber wurden von Karl Hermann Jacob-Friesen ausgegraben. Die Kammerlangseiten der fünf Gräber sind alle fast zentimetergenau in nordöstlicher Richtung ausgerichtet. Ihre Decksteine sind nicht als Joche, sondern fast immer in Drei- sowie Vierpunktauflagen aufgelegt. Alle Fugen zwischen den Steinen wurden mit Trockenmauerwerk verschlossen. Geringe Reste davon sind heute noch sichtbar. Die Fußböden der Kammern wurden aus Sand- und Granit-Grus erstellt und dienten der Drainage.
Alle Gräber waren ursprünglich von Erdhügeln bedeckt. Im Laufe der Zeit erodierte die Erde, so dass die Steine sichtbar wurden. Vier Gräber wurden zwischen 1924 und 1937 ausgegraben und restauriert. Die dabei geborgenen Funde sind im Niedersächsischen Landesmuseum in Hannover ausgestellt. Seit einer Mitte des 19. Jahrhunderts erfolgten großflächigen Kiefernaufforstung in dem Gebiet befanden sich die Gräber im Wald. Im Sommer 1936 wurde das Gelände von der Heeresverwaltung mit einem 1,50 Meter hohem Wall umgeben. 1937 begannen die ersten Arbeiten der Wiederherstellung der Steinhäuser. 1958 wurden die Gräber mit mehreren Meter hohen Erdwällen eingefasst. Sie schützen die Sieben Steinhäuser vor Granateinschlägen, da sich die Anlage inmitten des Truppenübungsplatzes befindet. Die ursprüngliche Verbindung der Anlage mit der Landschaft ging dadurch aber verloren.

Die Siebensteinhäuser nach der Renovierung
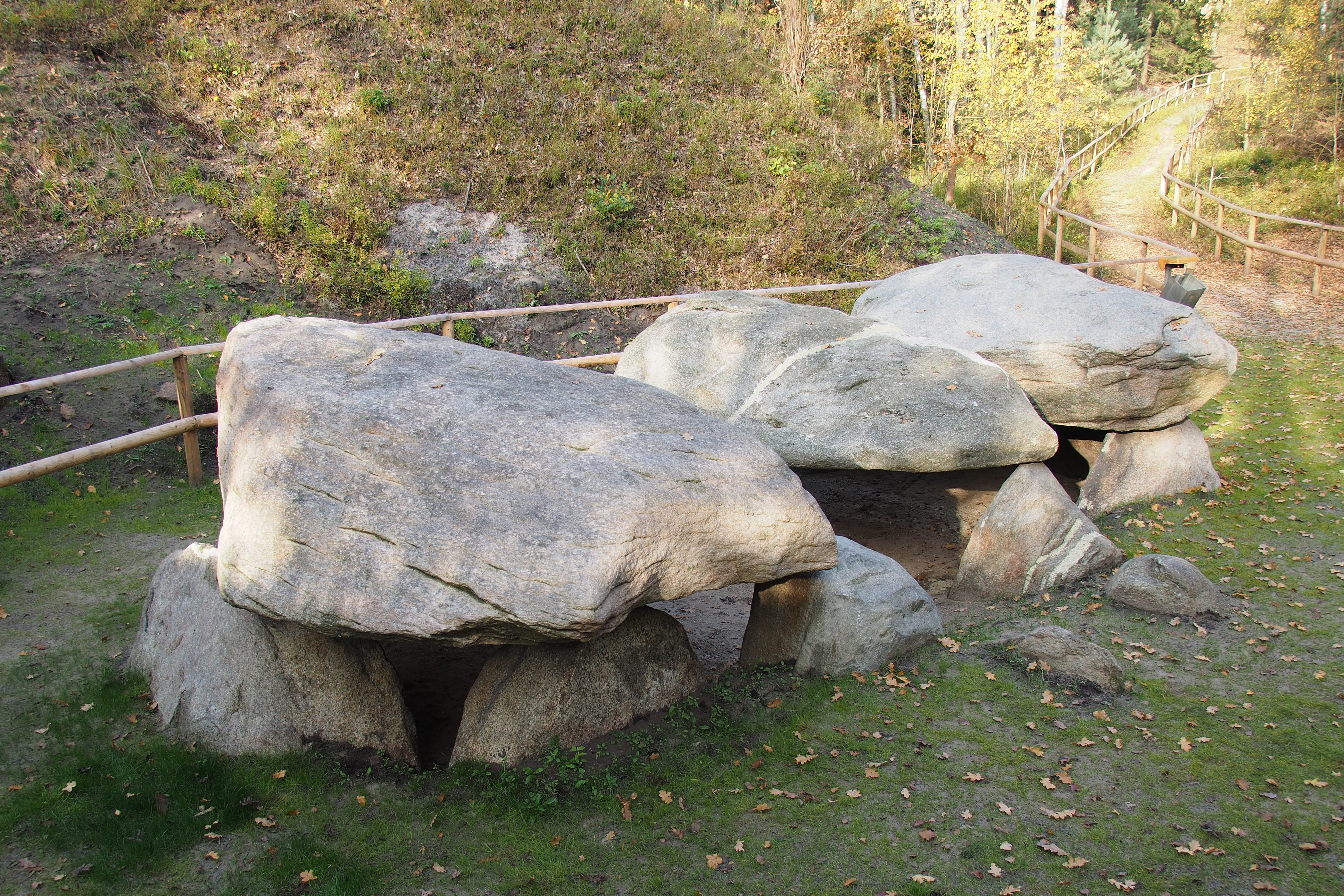
Grabanlage A
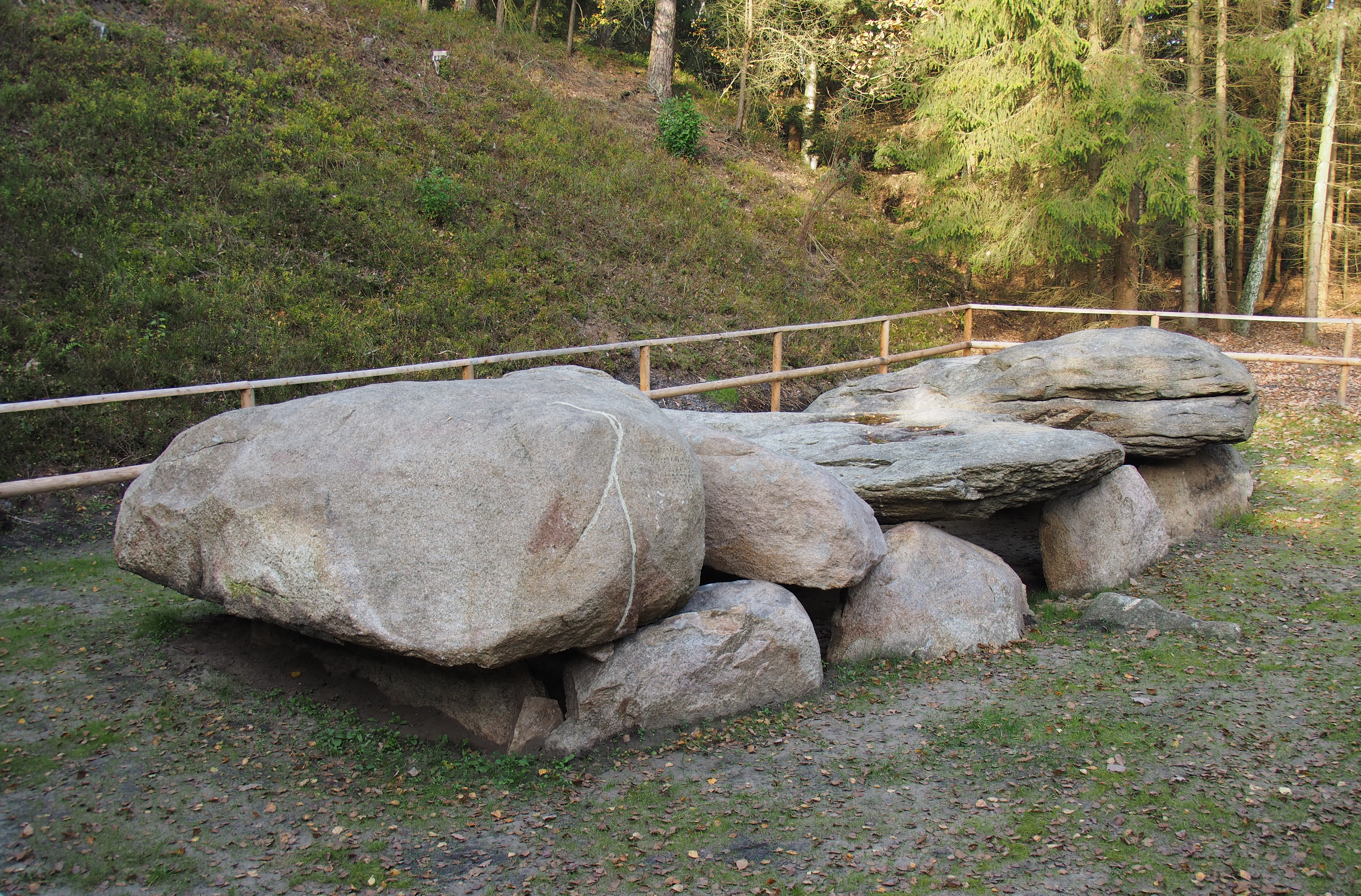
Grabanlage B
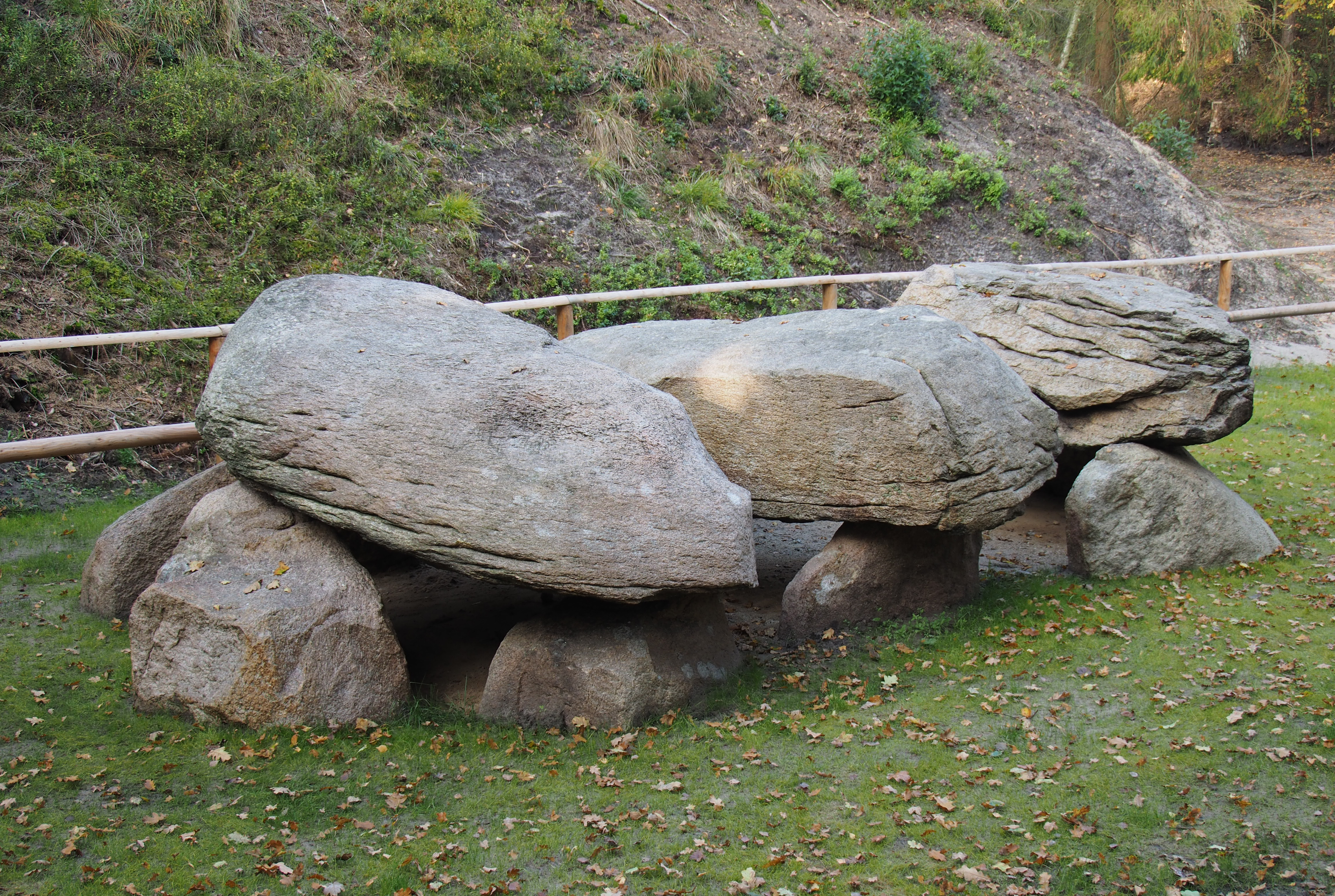
Grabanlage C
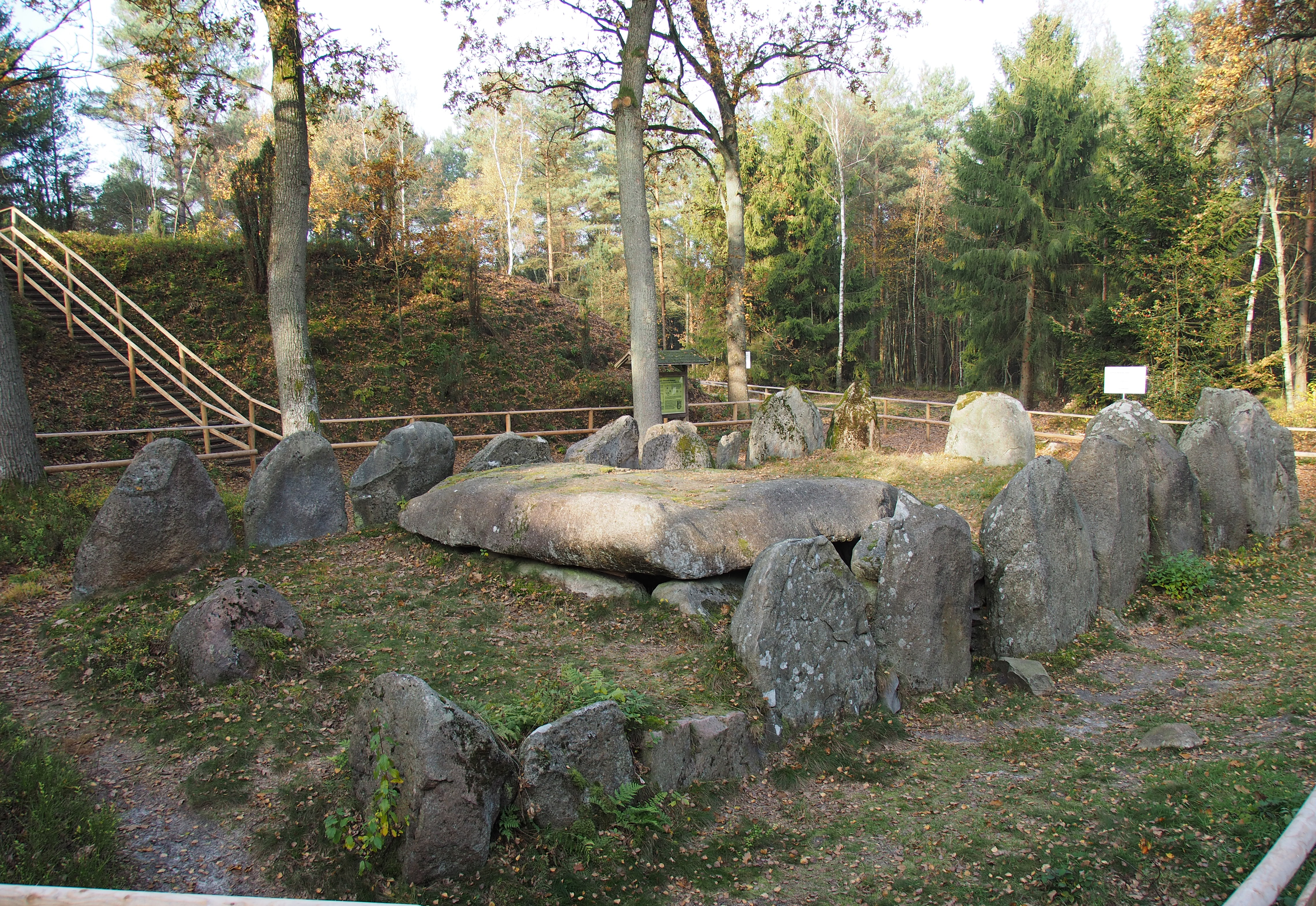
Grabanlage D
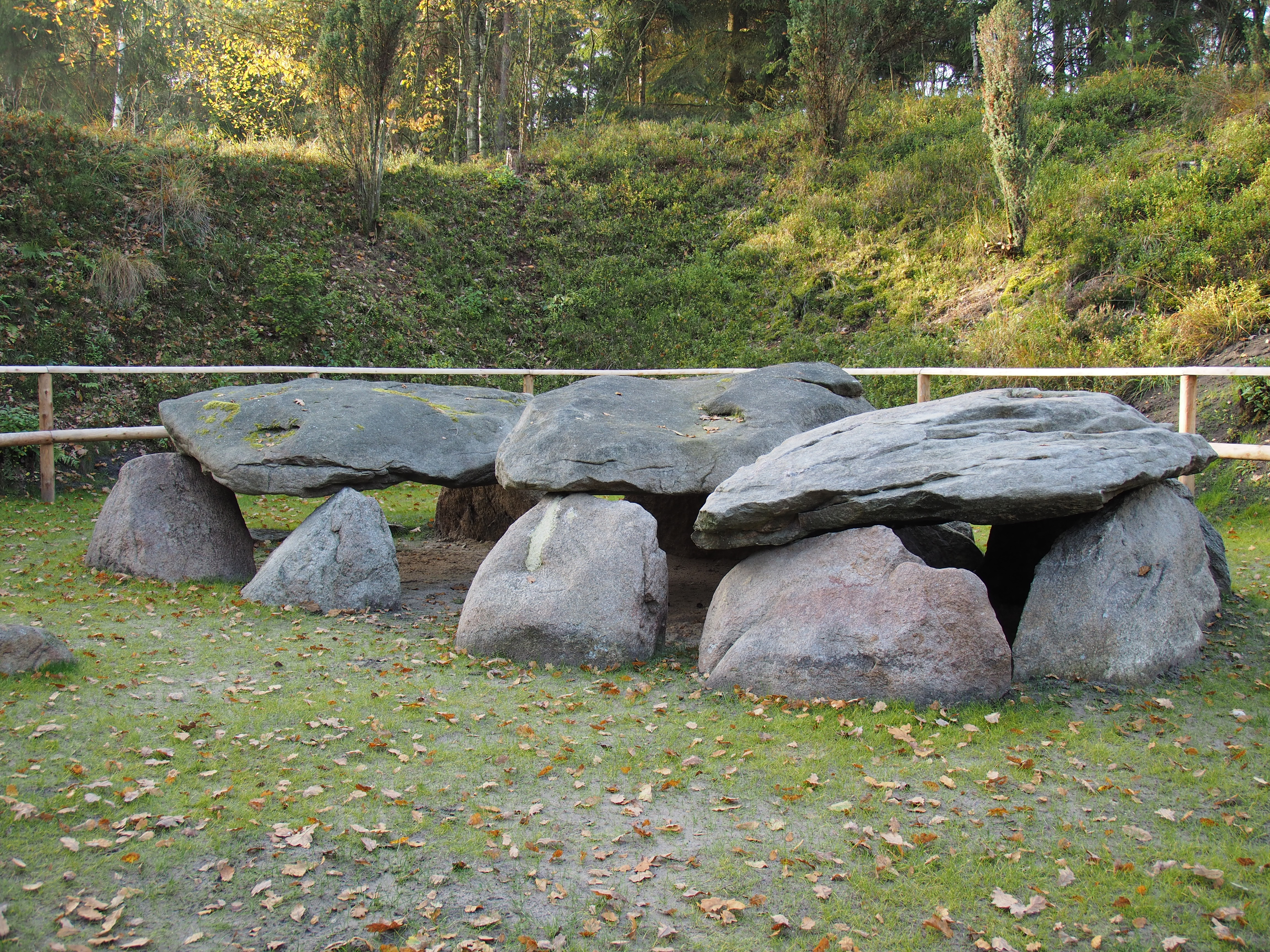
Grabanlage E

Die Siebensteinhäuser von oben
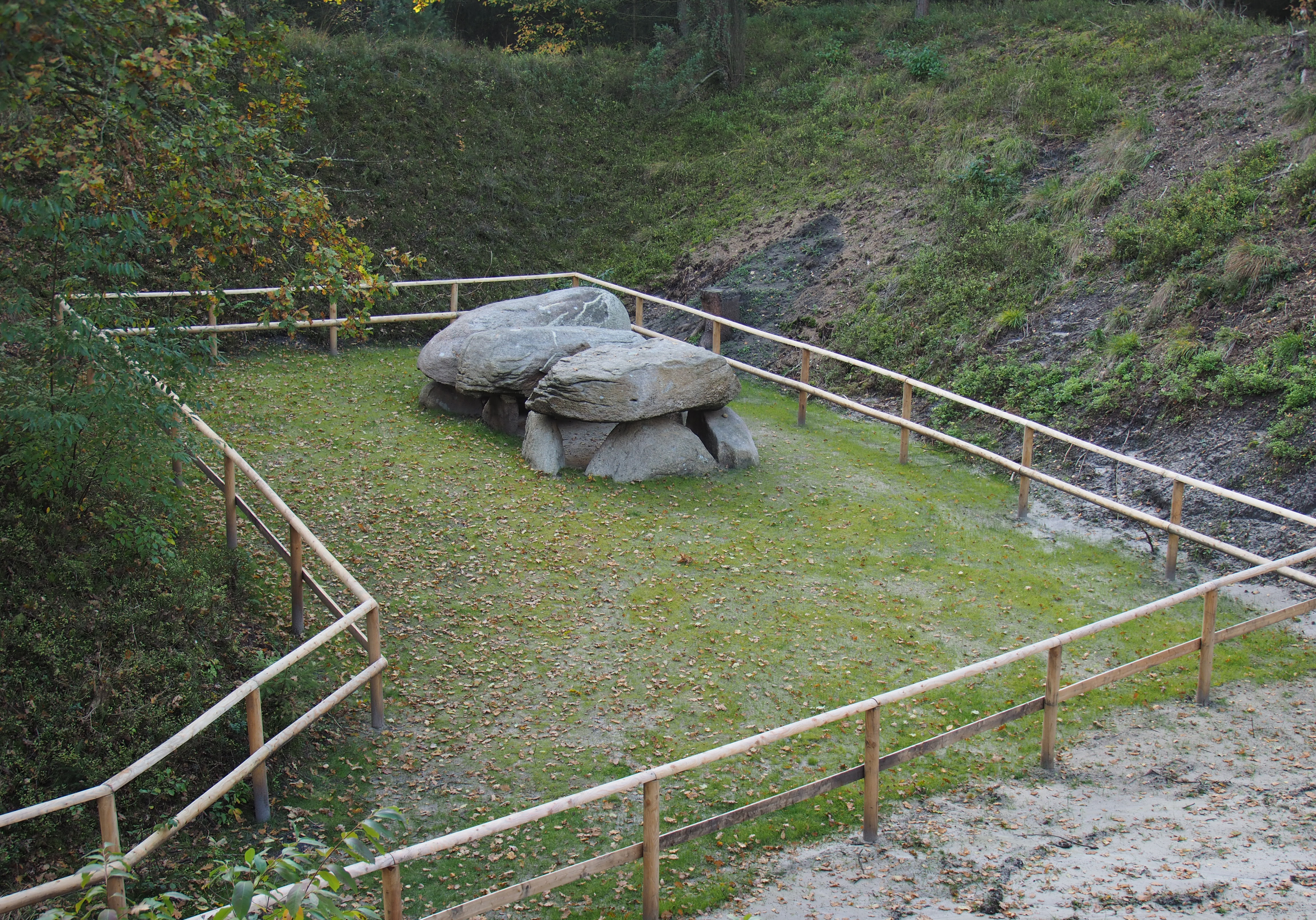
Grabanlage C
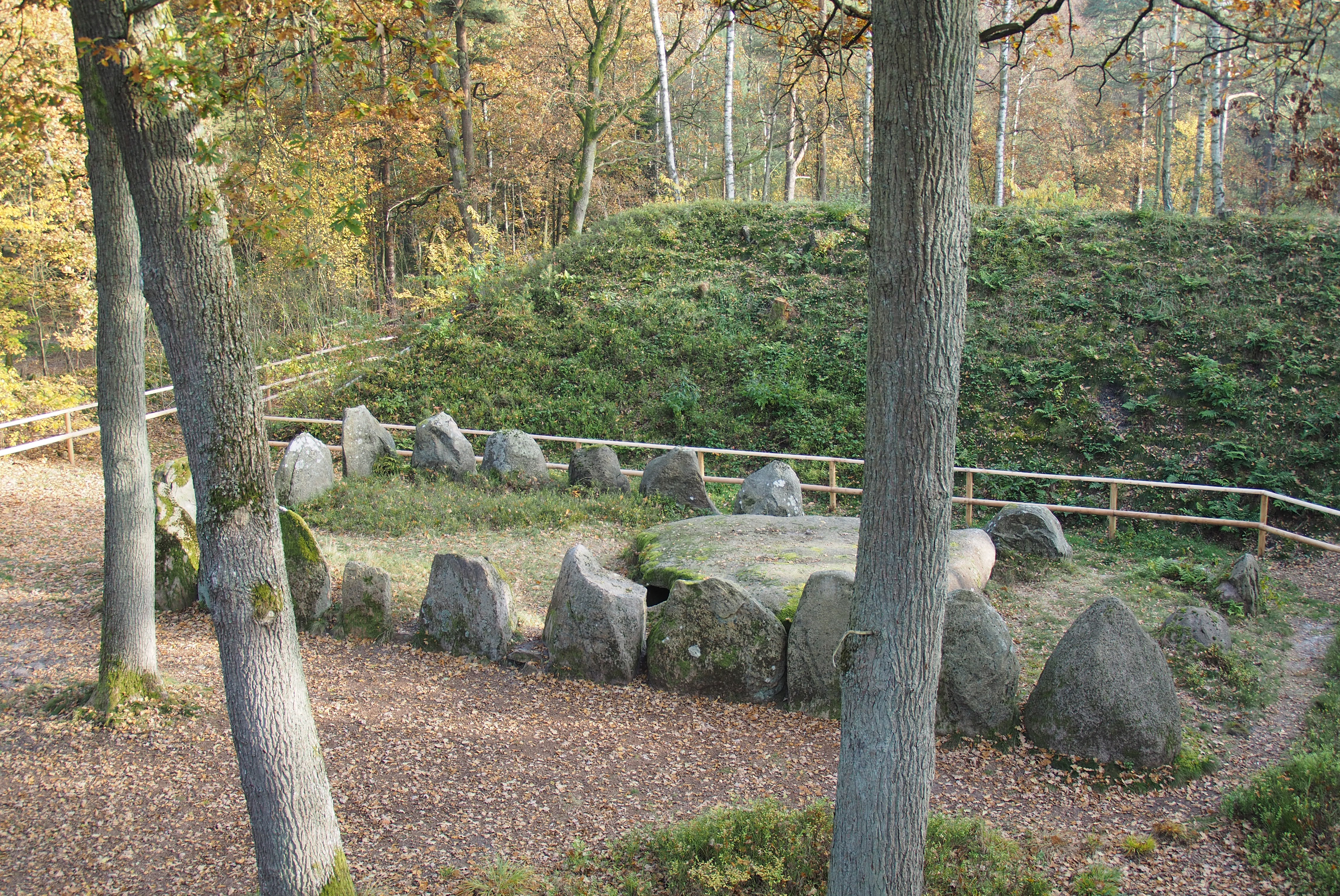
Grabanlage D
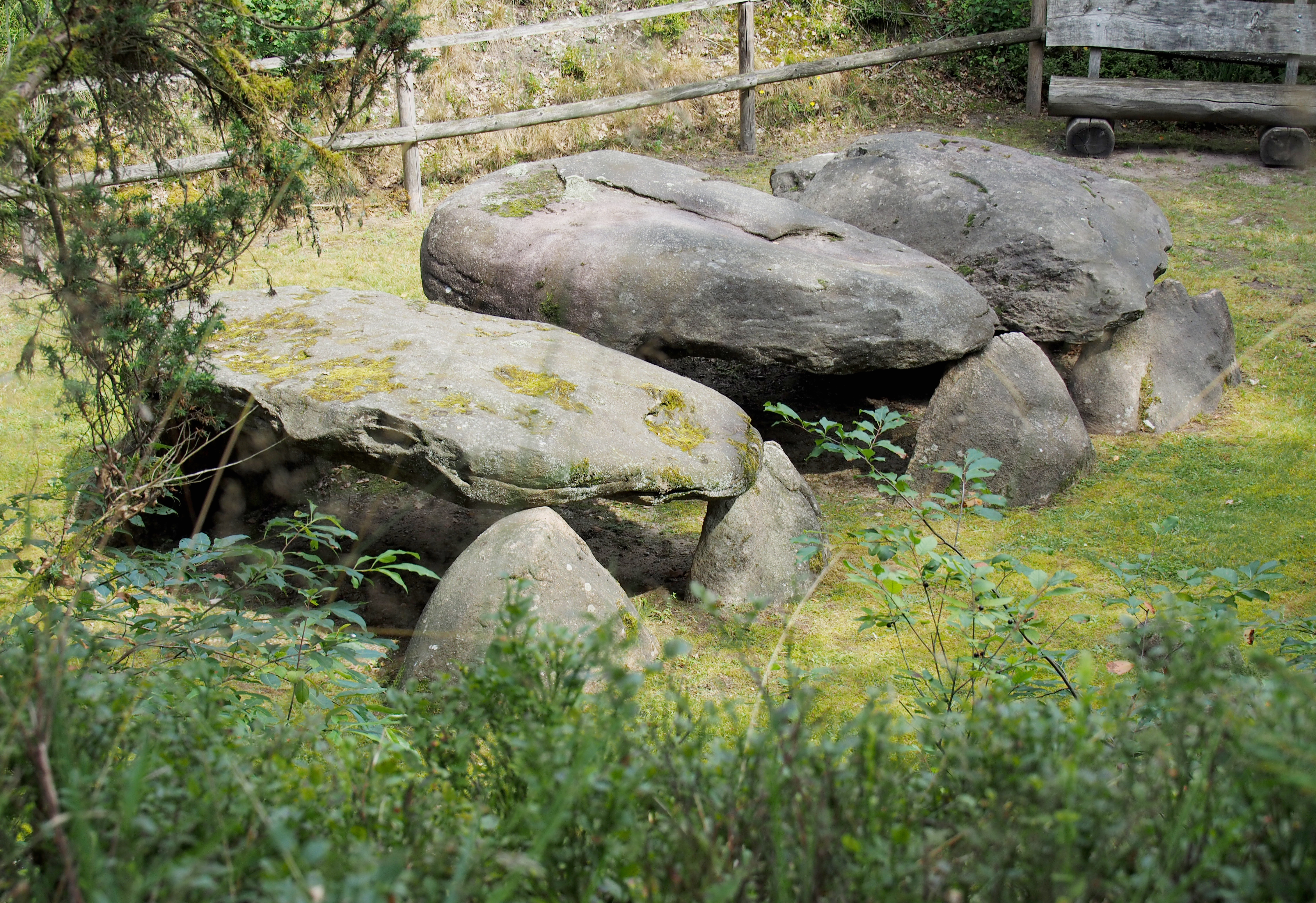
Grabanlage E

Zwei Steingräber die bereits im März 2005 zum Teil eingestürzt waren
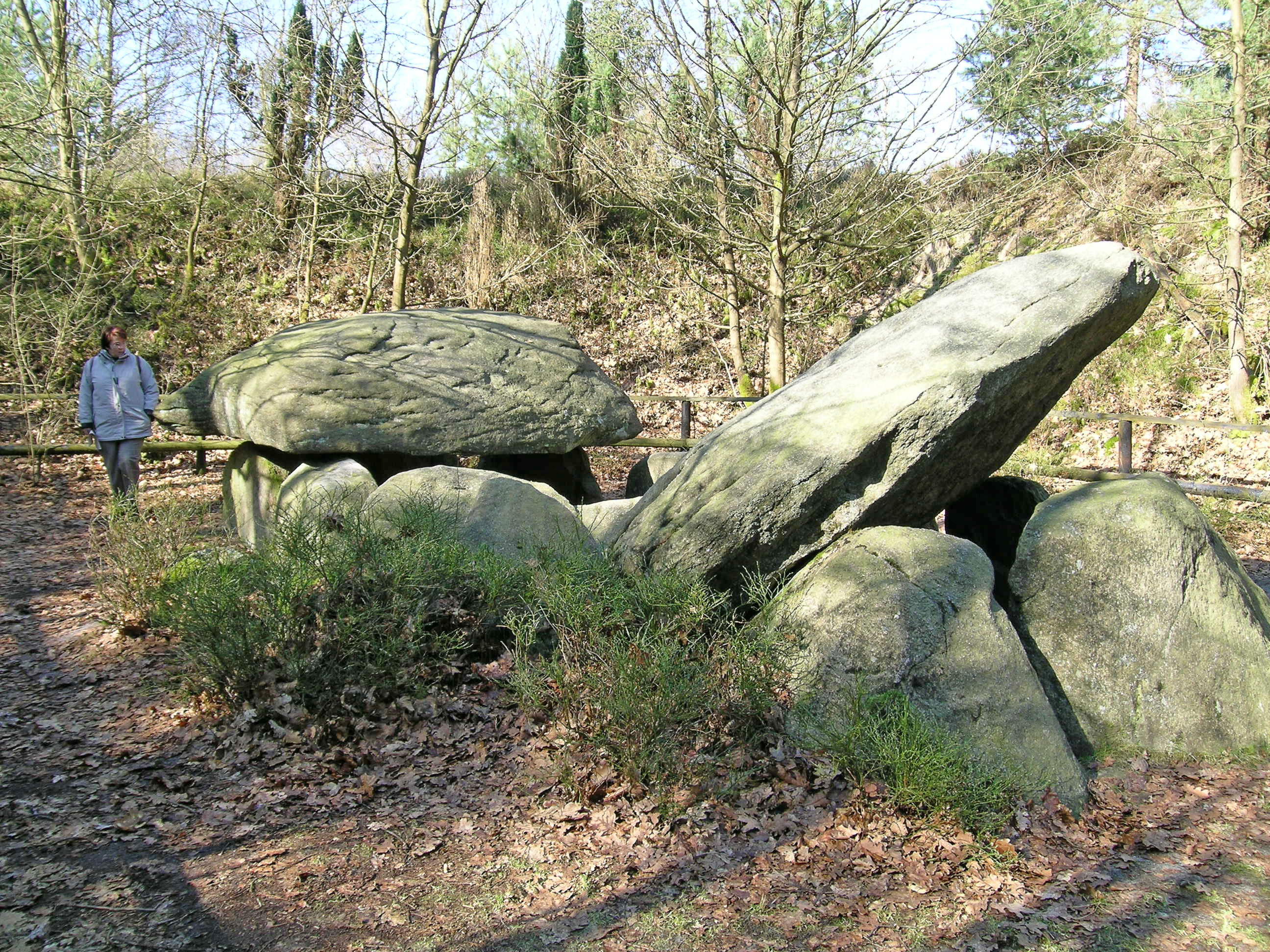
Grabanlage A
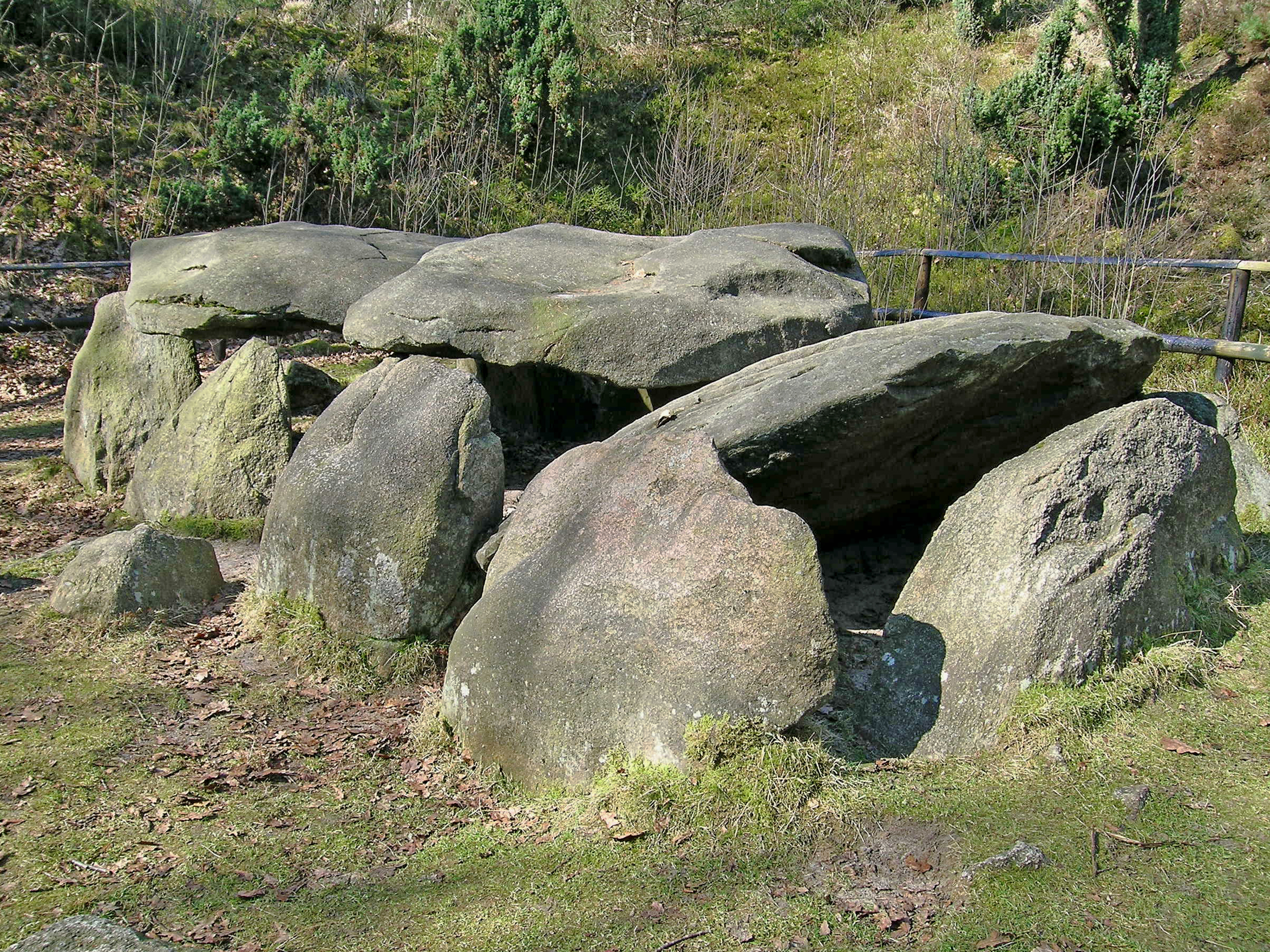
Grabanlage E

### Anlage A
Die Anlage A besteht aus je vier Tragsteinen an den Langseiten und einem Endstein an beiden Schmalseiten. Auf den Tragsteinen ruhen drei Decksteine, von denen der mittlere, wesentlich schmalere zerbrochen ist. Die lichte Weite der Kammer misst 6,5 m × 2 m. Mittig an der Südostseite liegt der Zugang, von dem nur das Tragsteinpaar erhalten ist.

### Anlage B
Auch an der Anlage B bilden vier Tragsteine die Langseiten, zu denen aber im Gegensatz zu Anlage A auch vier Decksteine gehören. Einer ist sehr schmal und daher wie ein Jochstein zwischengelegt. Die lichte Weite der Kammer beträgt 7 m × 2,2 m. Vom Gang in der Mitte steht nur noch der südliche Tragstein. Grabungsfunde der Anlage B sind im Niedersächsischen Landesmuseum Hannover, Abteilung „MenschenWelten“ zu sehen.

Grabungsfunde Grab B
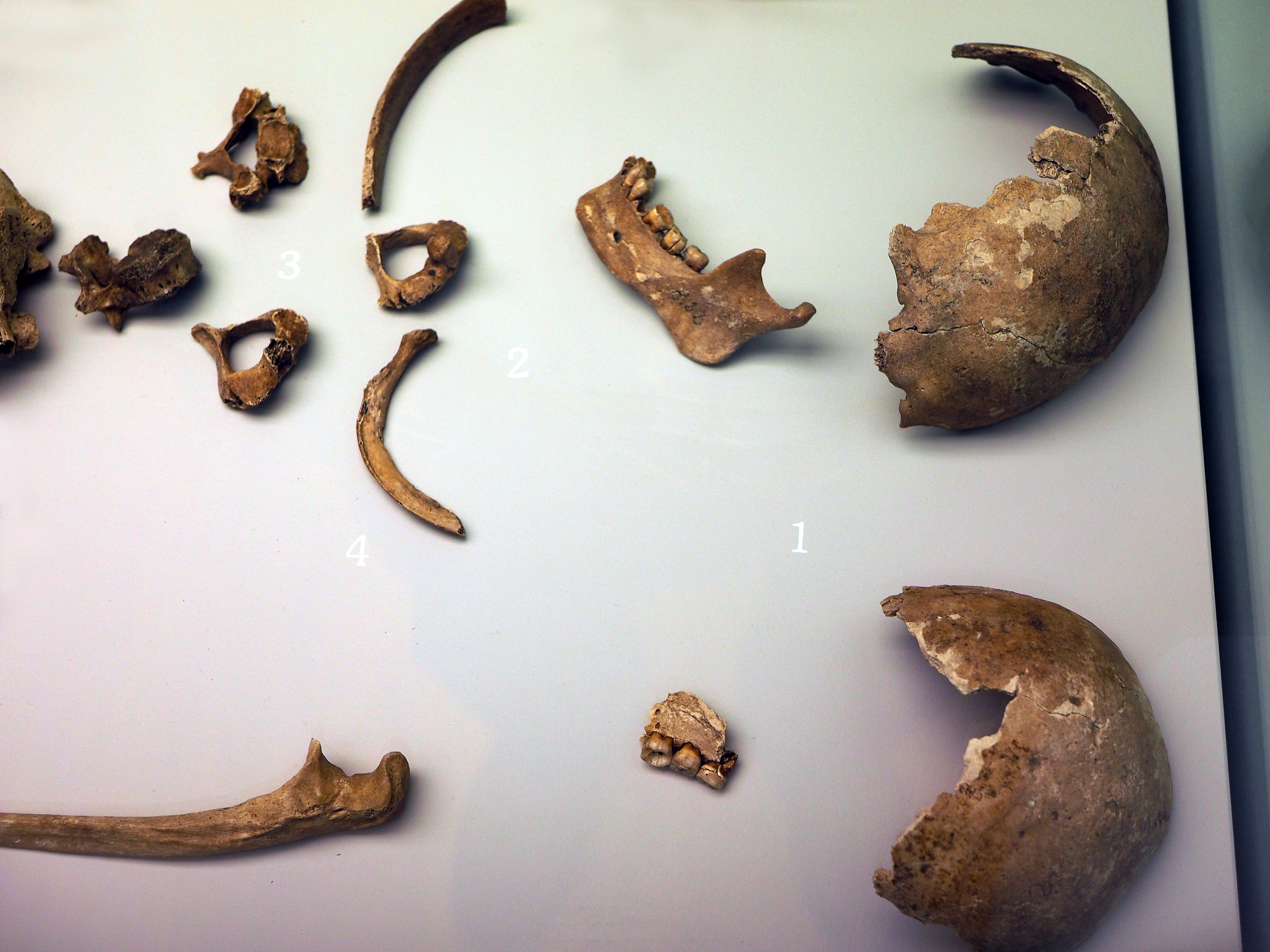
Fragmentarische Reste menschlicher Knochen
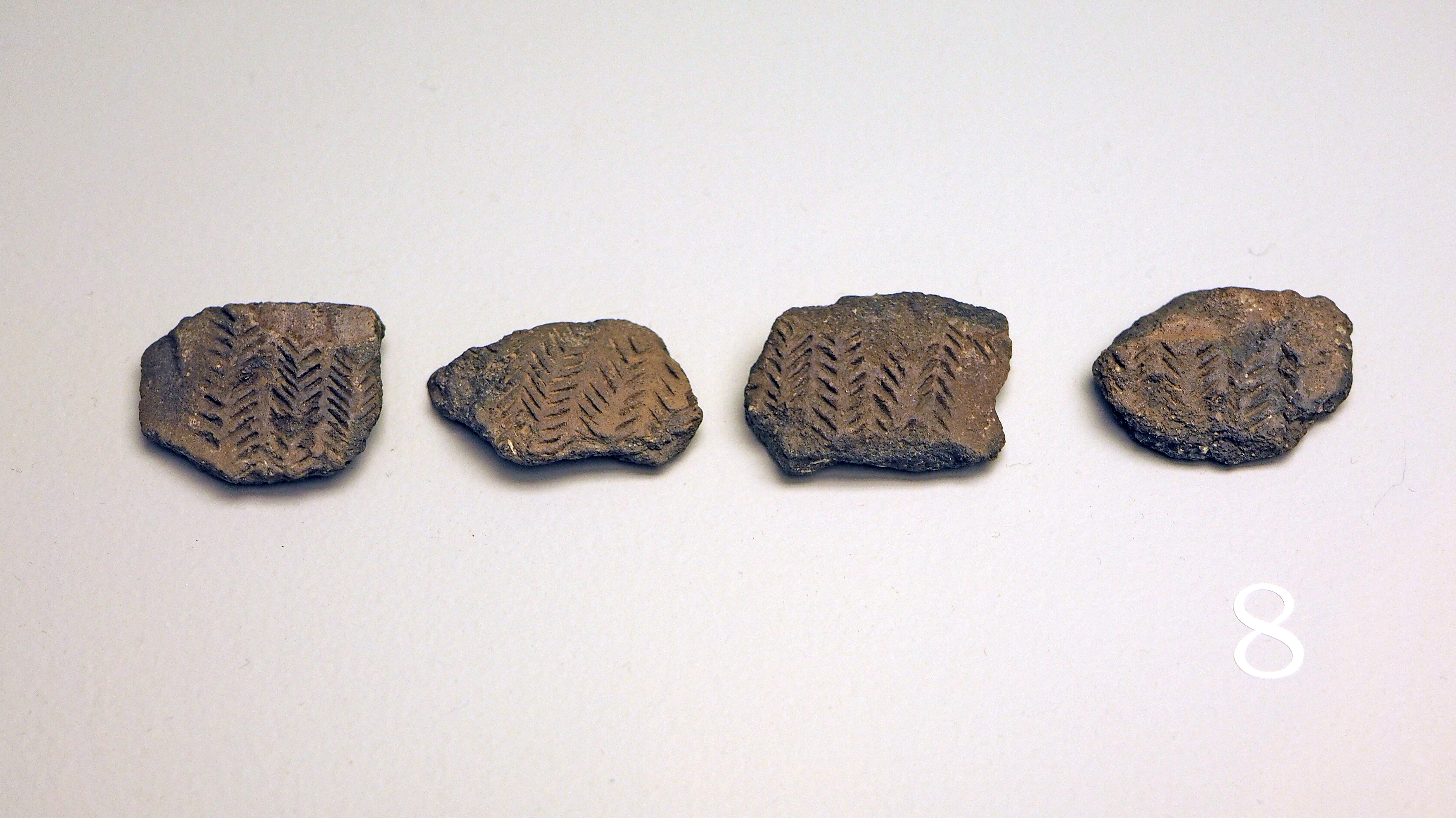
Keramikscheiben eines Bechers
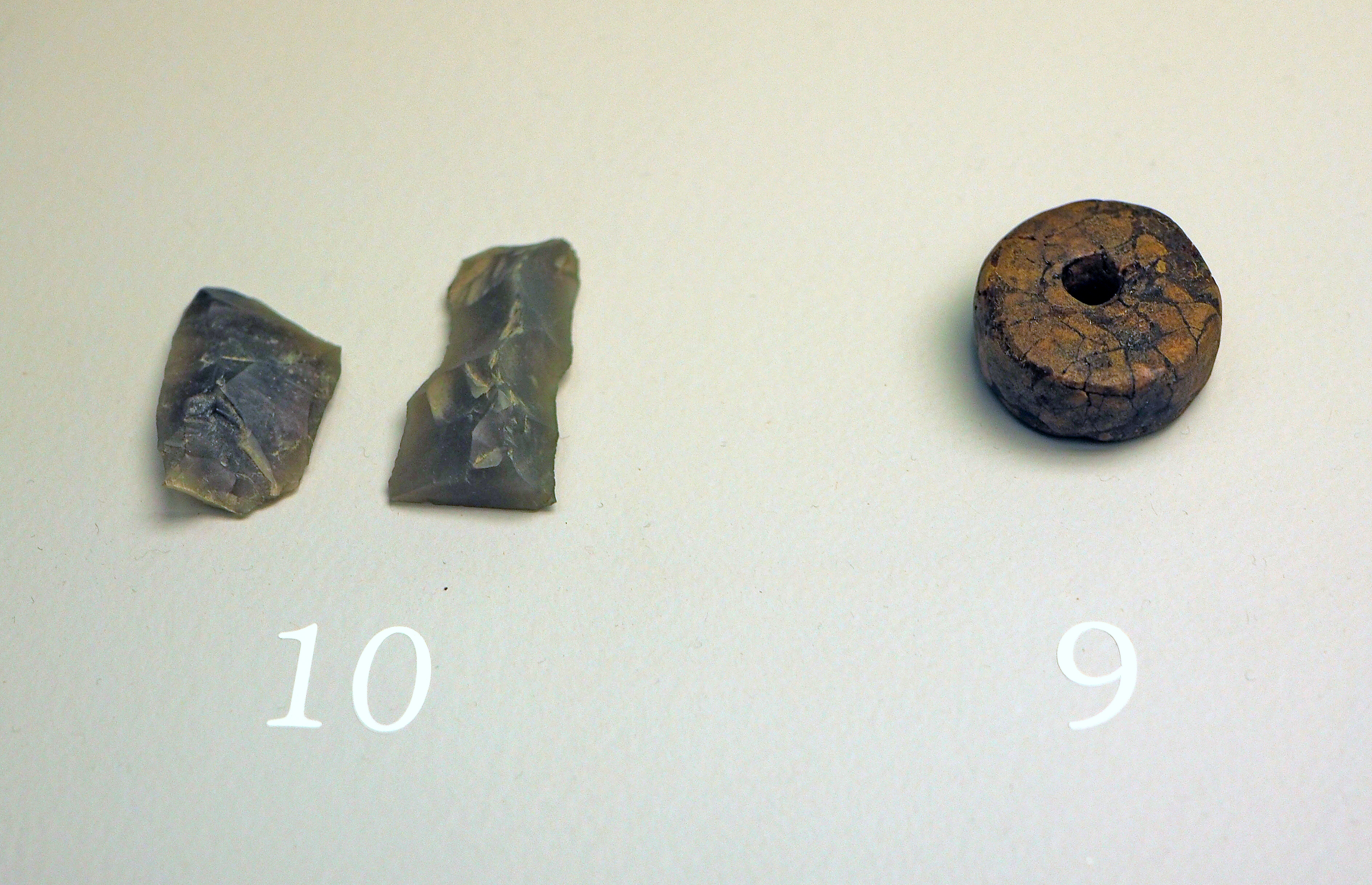
Flintartefakte, Bernsteinanhänger
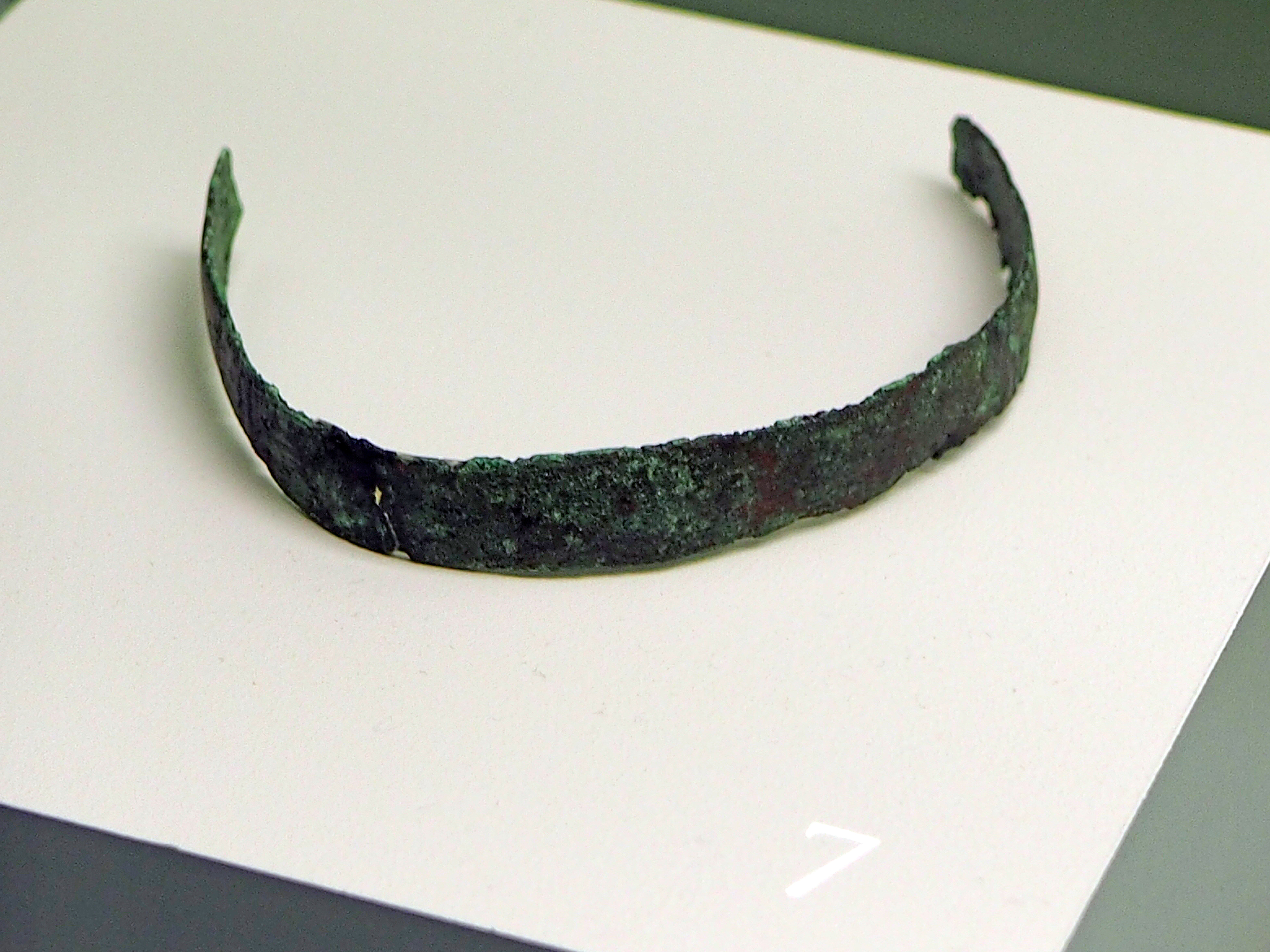
Kupferband (eine der frühesten Metallbeigaben)

### Anlage C
Die relativ kurze Kammer der Anlage C besteht aus drei Tragsteinen an der Südost- und vier an der Nordwestseite sowie den beiden Endsteinen und den drei Decksteinen. Vor der Restaurierung befanden sich nur die nordöstliche Dreipunktauflage, der mittlere der drei Tragsteine der südöstlichen Langseite und der südwestliche Endstein in situ. Zwei Decksteine waren wahrscheinlich nach Manipulationen an den Tragsteinen durch das Gewicht zusammengestürzt. Die lichte Weite der Kammer beträgt 5 m × 2 m. Der außermittige Zugang scheint sich zwischen dem ersten und mittleren Träger im Süden der südöstlichen Langseite befunden zu haben. Die Anlage ist im Dezember 2013 eingestürzt. Die Ursache für den Einsturz ließ sich nicht ermitteln. Es wird Erosion aufgrund starker Regenfälle im Jahre 2013 (Hochwasser in Mitteleuropa 2013) vermutet. Dagegen wird Fremdeinwirkung, wie Erschütterungen durch den militärischen Übungsbetrieb, ausgeschlossen.
Im Juli und August 2015 wurde die Anlage bautechnisch saniert sowie restauriert. Dabei wurden die umgestürzten Steine aufgerichtet und stabilisiert. Auch die Steine der übrigen Gräber wurden durch Stabilisierung gesichert.

### Anlage D mit Einfassung

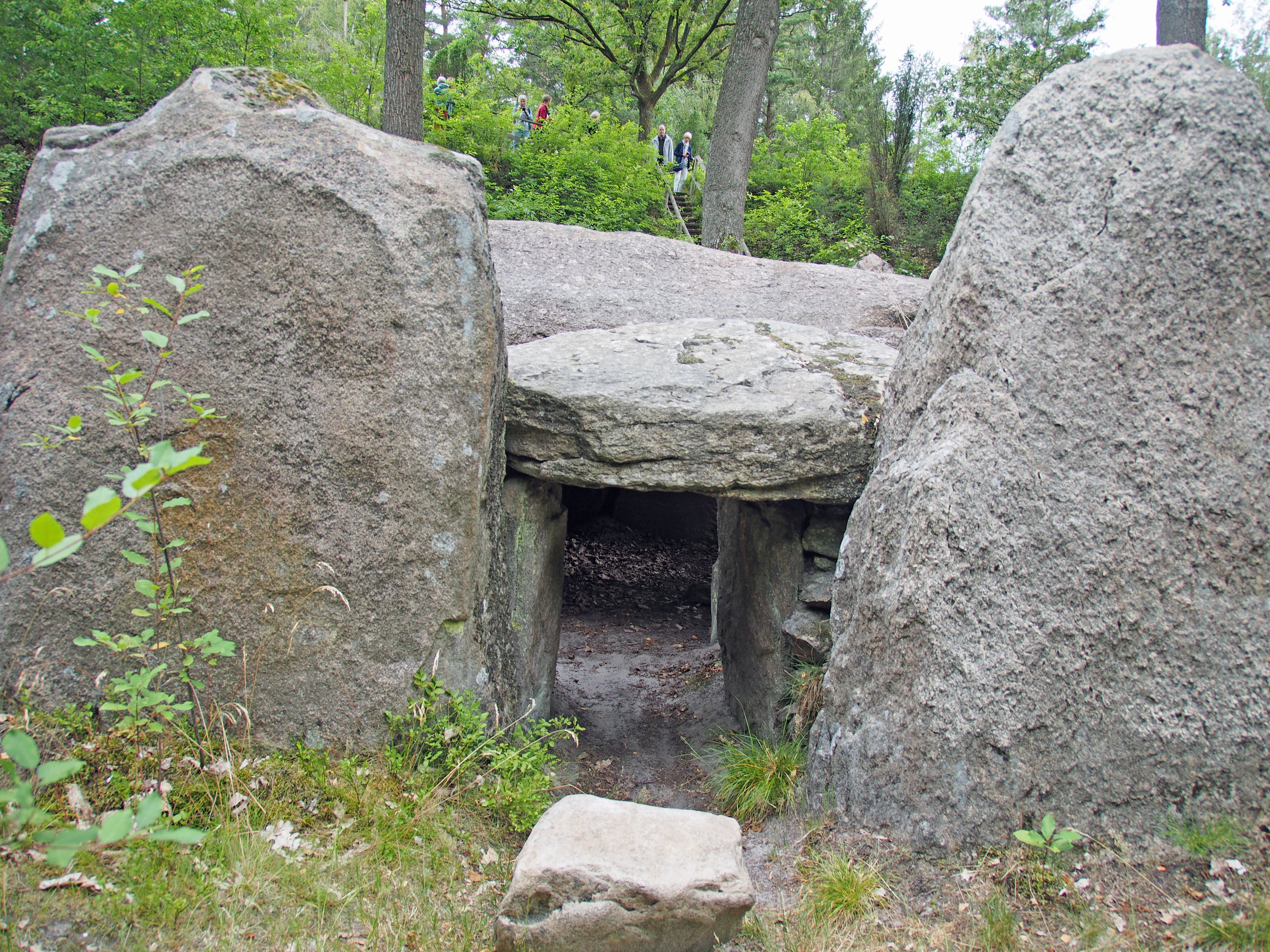
Eingang Grabanlage D

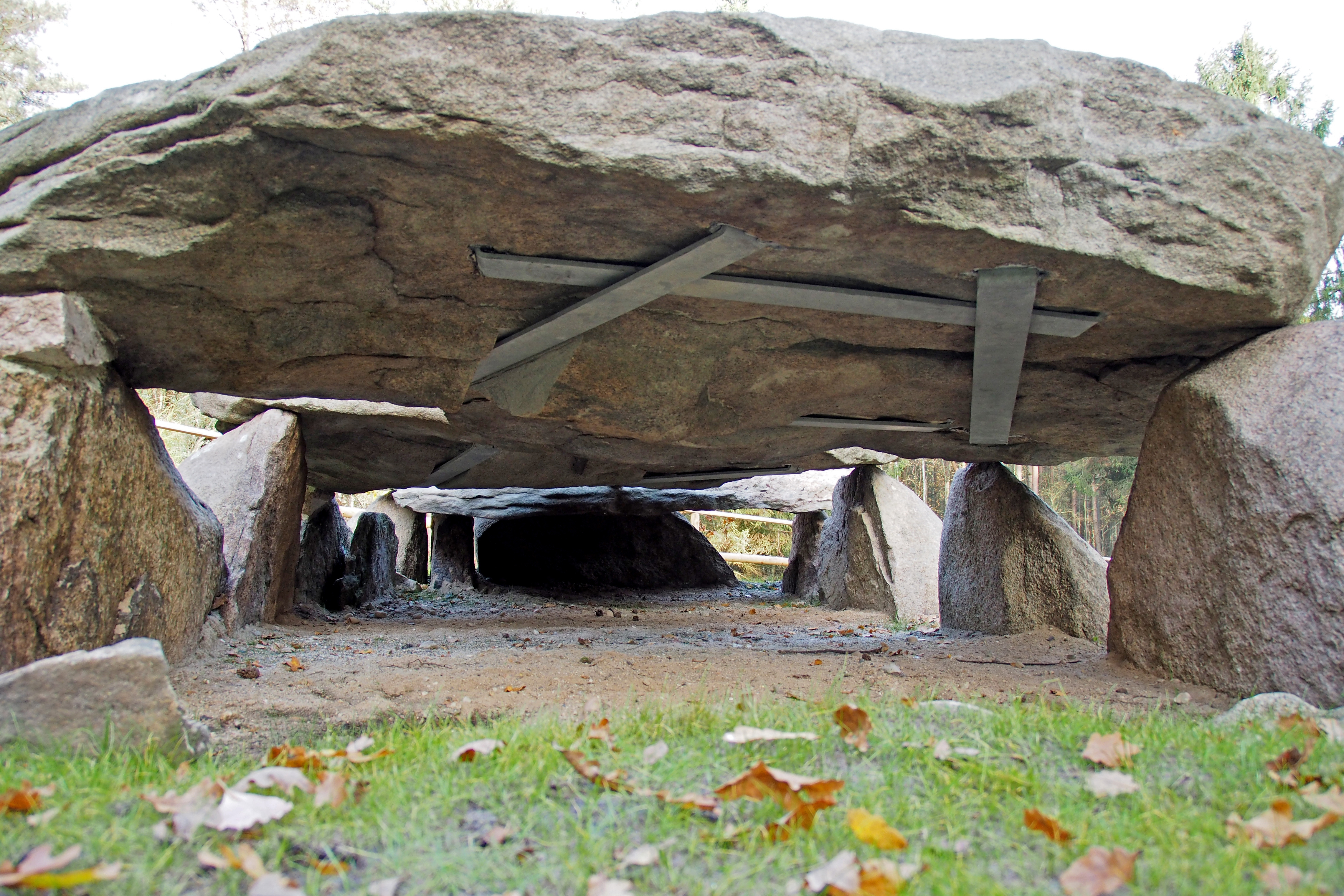
Innenansicht von Grabanlage E

Die Anlage D ist das älteste Grab der ganzen Gruppe. Die Tragsteine der kurzen, fast quadratischen Kammer bestehen aus einer Platte an der Südwestseite, und zweien an den übrigen Seiten. Die Kammer wird von einer mächtigen Steinplatte bedeckt, die 4,6 m × 4,2 m misst und eine Stärke von einem halben Meter aufweist. Die lichte Weite der gedrungenen Kammer beträgt etwa 4 m × 3 m. In der Mitte der Südostseite befindet sich der Zugang, dessen Tragsteine original sind, während ihr Deckstein ergänzt wurde.
Zu dieser Anlage gehört eine ehemals rechteckige Einfassung. Dabei handelt es sich um ein erhaltenes Hünenbett, dessen Einfassung restauriert wurde. Sie ist ungefähr 7 Meter breit und 14 Meter lang, bricht aber im Südwesten unvermittelt ab. Da sich hier keine Standspuren von entfernten Steinen fanden, vermutet man, dass dieser vermutlich noch für weitere 3 bis 4 m geplante Teile der Anlage bereits in der Jungsteinzeit zum Bau eines anderen Grabes verwendet worden sein könnte.

### Anlage E
Die Langseiten der Anlage E bestehen wie bei Anlage A aus je vier Trägern, auf denen drei Decksteine liegen. Der Tragstein der südwestlichen Schmalseite wurde ergänzt. Aus der Tatsache, dass zwei Decksteine der Kammer (der südwestliche und der mittlere) Hälften desselben Findlings sind, ist nicht zwingend zu folgern, dass der Steinblock vorzeitlich künstlich gespalten wurde. Bei den Restaurierungsarbeiten legte man die leicht verschobenen Decksteine wieder auf. Die Kammer hat eine lichte Weite von 5,6 m × 2 m. Vom Zugang in der Mitte der südöstlichen Langseite, der aus zwei Jochen bestand, sind nur noch die zwei äußeren Tragsteine vorhanden.

## Etymologie
Der Theologe Louis Harms, Gründer der Hermannsburger Mission, der als der „Erwecker der  Heide“ gilt, schreibt in seinem Buch Goldene Äpfel in silbernen Schalen, dass es sich bei den Granitblöcken um Opferaltäre handelte, auf denen wahrscheinlich Menschen geschlachtet wurden. Weiter schreibt er, dass Wittekind, „Herzog“ der Sachsen, während des Sachsenkrieges in der Schlacht bei Osnabrück und Detmold 4000 Gefangene machte, und diese Gefangenen „teils auf den Steinhäusern schlachteten“. Ein von Liudger dem ersten Bischof von Münster zum Christentum bekehrter Mönch namens Landolf soll bei seinem Besuch der Sieben Steinhäuser Zeuge eines solchen Menschenopfers geworden sein. Harms beruft sich auf das Pfarrarchiv von Hermannsburg und eine Lüneburger Chronik. Hans Stuhlmacher schreibt in seinem 1939 veröffentlichten Buch Die Heidmark, dass man trotz intensiver Nachforschung die genannten Überlieferungen nicht gefunden habe.

## Die Sage von den Sieben Steinhäusern
„Einer Sage nach, die viel in der Heidmark erzählt wird, ist der größte Stein vom Riesen von Borg in einer ‚Slenken‘ (Schleuder) von Elferdingen, wo er bei der ‚Orskarrn‘ lag, nach den Sieben Steinhäusern geschleudert. Die beiden größten Tragsteine des größten Grabes wurden von dem Riesen in die ‚Schubtaschen‘ seines Mantels gesteckt. So ging der Riese über Fallingbostel nach den Steingräbern. Da die Gegend sehr sandig war, hatte der Riese bald seine Schuhe voller Sand. Den schüttete er bei Fallingbostel aus, und so sind Tut- und Weinberg entstanden.“